# Smif-n-Wessun
Smif-n-Wessun – amerykański duet hip-hopowy pochodzący z Nowego Jorku. Duet tworzą raperzy Tek oraz Steele

## Historia
Duet został założony w 1993 roku. Jeszcze w tym samym roku wystąpili gościnnie na albumie Enta da Stage zespołu Black Moon. W 1995 roku raperzy wydali swój pierwszy album studyjny pt. „Dah Shinin'”, który sprzedał się z nakładem trzystu tysięcy egzemplarzy. W 1996 roku Smif-N-Wessun zmuszone było do zmiany nazwy aby uniknąć kłopotów prawnych, ponieważ pod taką nazwą działała już firma produkująca broń. Wtedy duet obrał nazwę Cocoa Brovaz. W 1998 roku, ukazał się drugi album studyjny duetu pt. „The Rude Awakening”. W 2005 roku wydali trzeci album pod pierwotną nazwą zatytułowany „Smif-N-Wessun: Reloaded”. W 2007 roku ukazał się czwarty album duetu pt. „Smif-n-Wessun: The Album”. W 2011 roku Smif-n-Wessun oraz amerykański producent Pete Rock wydali wspólny album zatytułowany „Monumental”. Dwa lata później ukazała się EP-ka pt. „Born and Raised”.

## Dyskografia

### Albumy studyjne
| Year | Album details                                                                                        | Uwagi                              |
| ---- | --- | ---------------------------------- |
| 1995 | Dah Shinin' - Data: 10 stycznia 1995 - Wydawca: Wreck Records - Format: CD                           | - album studyjny                   |
| 1998 | The Rude Awakening - Data: 17 marca 1998 - Wydawca: Duck Down Records, Priority Records - Format: CD | - album studyjny jako Cocoa Brovaz |
| 2005 | Smif-N-Wessun: Reloaded - Data: 13 września 2005 - Wydawca: Duck Down Records - Format: CD           | - album studyjny                   |
| 2007 | Smif-n-Wessun: The Album - Data: 23 października 2007 - Wydawca: Duck Down Records - Format: CD      | - album studyjny                   |
| 2011 | Monumental - Data: 28 czerwca 2011 - Wydawca: Duck DOwn Records - Format: CD                         | - album koncertowy oraz Pete Rock  |
| 2013 | Born and Raised - Data: 3 grudnia 2013 - Wydawca: Duck DOwn Records - Format: CD                     | - EP                               |

### Single
- „Bucktown” (1994)
- „Let's Git It On” (1994)
- „Wrekonize” (1995)
- „Sound Bwoy Bureill” (1995)
- „Wontime” (1995)
- „Won on Won” (1997)
- „Bucktown USA” (1998)
- „Get Up” (2001)